# أمين أباد (تشاراويماق)
أمين أباد (بالفارسية: امین‌آباد) هي منطقة سكنية تقع في قسم ورقه الريفي في إيران. يقدر عدد سكانها بـ 80 نسمة .